# Shamsabad
Shamsabad és una ciutat i nagar panchayat del districte de Farrukhabad a Uttar Pradesh. Consta al cens del 2001 amb una població de 23.584 habitants (eren 8.375 un segle abnans el 1901). És a uns 30 km al nord-oest de Farrukhabad.
Anomenada antigament Khor fou fundada al segle xiii per un rathor descendent de Jai Chand el darrer rajà de Kanauj, però el 1228 Iltutmish es va presentar a la zona i va expulsar els rathors i va rebatejar la ciutat com a Shamsabad (del seu títol de Shams al-Din). Els rathors no van tardar a recuperar-la i van romandre rebels al govern de Delhi fins que en van esdevenir tributaris. Al segle xv, en la lluita entre Delhi i Jaunpur, els rathors van donar suport al sultà de Delhi i foren expulsats de la zona pel sultà de Jaunpur i la ciutat va quedar arrasada, restant només algunes ruïnes. Una nova ciutat es va fundar el 1585.